# Barroui
Barroui este un oraș de pe litoralul de vest al Dominicii, cu o populație de 2.129 oameni.